# Alonzo Russell
Alonzo Russell, född 8 februari 1992 i Freeport, är en bahamansk friidrottare som tävlar i kortdistanslöpning.

## Karriär
Russell tog OS-brons på 4 x 400 meter stafett i samband med de olympiska friidrottstävlingarna 2016 i Rio de Janeiro.
Vid olympiska sommarspelen 2020 i Tokyo blev Russell utslagen i semifinalen på 400 meter efter ett lopp på 46,04 sekunder.